# Nägelried
Das Nägelried ist ein kleines Ried bei Allensbach im Landkreis Konstanz, das als Naturschutzgebiet ausgewiesen ist.

## Lage
Das Schutzgebiet liegt am Ortsrand nordwestlich von Allensbach und ist durch die B 33 vom Ort getrennt. Es hat eine Gesamtfläche von 4,5 Hektar ist seit 1. Juni 1978 als Naturschutzgebiet ausgewiesen. Es wird vollständig vom Landschaftsschutzgebiet Bodanrück umschlossen
und ist eine wertvolle Ergänzung zu nahe gelegenen Schutzgebieten wie Wollmatinger Ried, Mettnau oder Mindelsee. Es wird vom Nägelriedbach in den Gnadensee entwässert. Durch einen Ausbau der B 33 auf der bestehenden Trasse wäre das Nägelried unmittelbar betroffen.

## Schutzzweck
Wesentlicher Schutzzweck ist die Erhaltung des Nägelrieds als Lebensraum seltener Pflanzengesellschaften und seltener Wasservogelarten. Das Nägelried hat eine für die Bodenseeregion typische Gestalt mit offenen Wasserflächen und Verlandungszonen sowie ausgeprägtem Schilfgürtel. Die Wasserfläche wird von Seerosen bewachsen, die Uferzonen von Röhricht und Großseggen. Auch für eine reiche Vogelwelt ist das Nägelried Heimat oder Rastplatz. 